# Harkenclenus titus
Harkenclenus titus är en fjärilsart som beskrevs av Fabricius 1793. Harkenclenus titus ingår i släktet Harkenclenus och familjen juvelvingar. Inga underarter finns listade i Catalogue of Life.